# Communion solennelle

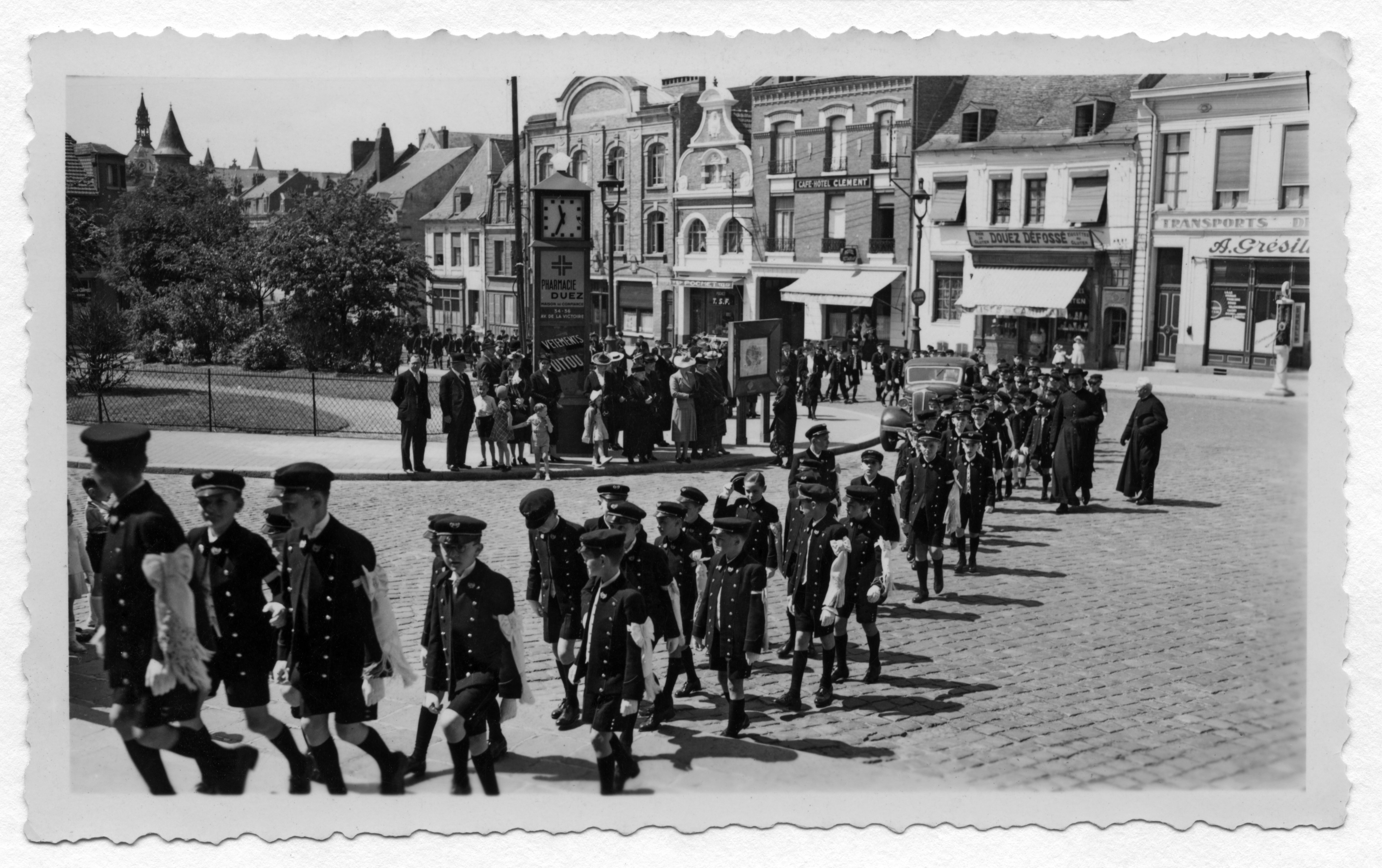
Communion solennelle à Cambrai en 1938

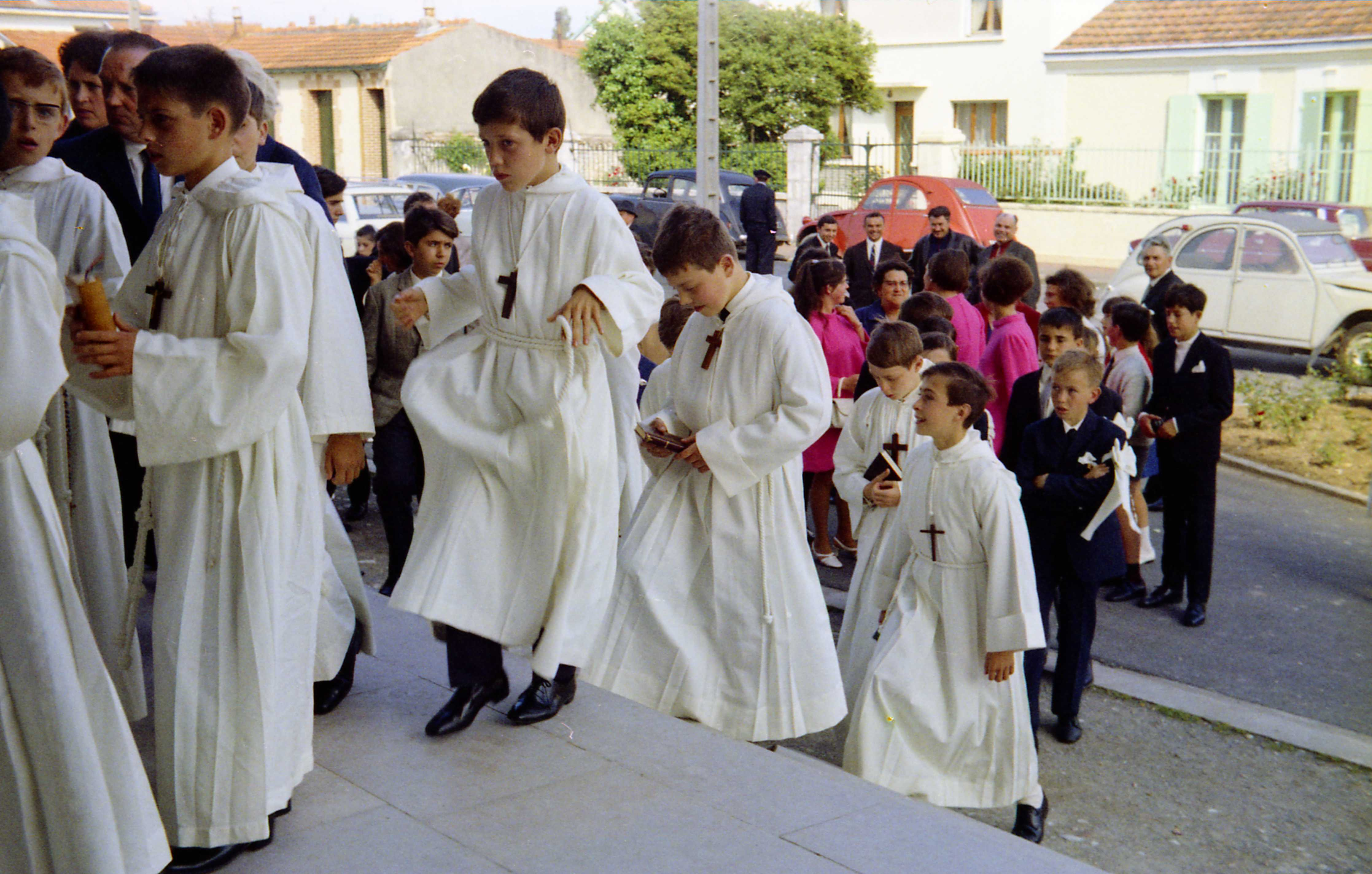
Une communion solennelle en France en 1969

La communion solennelle ou profession de foi ou grande communion est une cérémonie catholique qui s'adresse aux jeunes d'environ douze ans. La cérémonie peut se décomposer en une communion et un renouvellement des promesses de baptême appelé « profession de foi ».

## Histoire

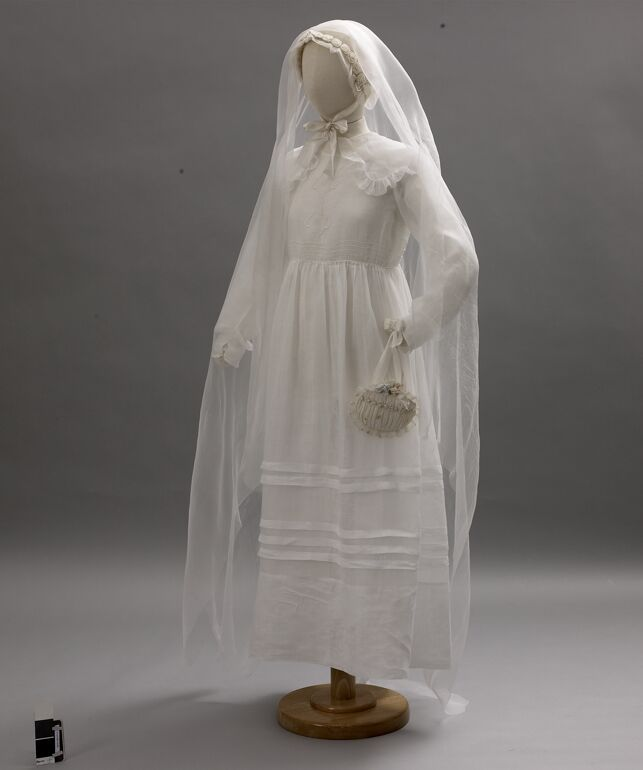
Ensemble de communiante avec voile et aumônière, fin XIXe siècle, début XXe siècle, Collections Musées départementaux de la Haute-Saône

En France, à partir du XVIIe siècle et jusqu'en 1910, la première communion s'accomplit le plus souvent au cours de cérémonies collectives vers l'âge de 12 ans, une fois par an, d'où l'adjectif « solennel ». Elle se déroule généralement le dimanche de la Pentecôte. 
Elles ont été créées par Adrien Bourdoise (1583-1655), et popularisées par saint Vincent-de-Paul (1576-1660). Leur idée est d'émouvoir les jeunes par la beauté de la cérémonie de façon à leur en laisser un souvenir impérissable.
Avec le décret « Quam Singulari... » du 8 août 1910, le pape Pie X instaure le principe de la « communion précoce » et demande que les enfants fassent leur première communion dès qu'ils ont atteint lâge de raison'. L'ancienne cérémonie collective de première communion qui se célébrait vers douze ans est alors maintenue en tant que « communion solennelle » quand bien même elle a perdu la valeur d'initiation au sacrement de l'eucharistie. L'un des buts poursuivi par le clergé en maintenant cette cérémonie était de garder une motivation incitant les enfants à continuer d'assister au catéchisme entre 7 et 12 ans. La première communion des 7-8 ans est alors parfois appelée « petite communion » tandis que la communion solennelle des 10-12 ans est appelée « grande communion ».
En 1936, l'Assemblée des cardinaux et archevêques de France décide d'adjoindre à cette cérémonie un rite de renouvellement des promesses de baptême pour lui conférer un nouveau sens originel. À Paris, la communion est alors célébrée un dimanche matin, et la profession de foi l'après-midi du même jour. 
À Paris, en 1955, en référence au renouveau de la Vigile pascale initié par Pie XII, la cérémonie de profession de foi passe du dimanche après-midi au samedi soir.
À Paris, dans les années 1950 et au début des années 1960, la communion solennelle est suivie quelques jours plus tard d'une procession des jeunes communiants en pèlerinage vers un lieu saint tel que le Sacré-Cœur de Montmartre.
Au cours des années 1960, l'ancien nom de « communion solennelle » est progressivement remplacé par celui de « profession de foi ».
Au Québec, la communion solennelle a été célébrée jusqu'au début des années 1950. Ensuite, dans les années 1960, les jeunes célébraient leur première communion et leur confirmation religieuse en deuxième année pour ensuite vivre la cérémonie de la profession de foi vers 12-13 ans. Aujourd'hui, la profession de foi a lieu à la confirmation, célébrée généralement à l'adolescence (en 5e-6e année dans les années 1990). Les confirmants sont invités à redire la profession de foi baptismale, un cierge à la main. Ce geste est un rappel du fait qu'à la cérémonie de la profession de foi, on rallumait le cierge de baptême. Lors de la célébration de la confirmation, l'équipe de catéchèse prête des cierges blancs (cierge du confirmand) puisque les confirmands ne se voient pas exiger d'apporter leur cierge de baptême, celui-ci étant peut-être perdu ou trop loin pour le retrouver facilement. De plus, la combinaison de la profession de foi et de la confirmation dans une même célébration devient l'occasion d'affirmer que, par notre propre décision, nous sommes prêts à nous lancer dans notre mission de baptisés., et   le prêtre, l'évêque ou l'envoyé apostolique ainsi que l'équipe de catéchèse font le lien entre souvent la confirmation et le baptême de Jésus, coup d'envoi de sa vie publique. Ils expliquent, à partir de la parole "Tu es mon Fils bien-aimé", en nous rappelant qu'au moment de l'onction,  Dieu nous le dit : "Tu es mon fils/ ma fille bien-aimé(e)".l'on reçoit l'onction, c'est comme si le Seigneur venait dire "celui-ci (celle-ci) est mon enfant préféré(e)".

## Un rite de passage
Aux yeux de nombreux auteurs, la communion solennelle ou profession de foi peut être comparé à un rite de passage marquant la sortie de l'enfance et passage à l'âge adulte. 
À Paris, au XIXe siècle, la communion solennelle, qui se confond avec la première communion, est l'âge où les orphelins quittent les institutions pour être placés en apprentissage. Le Manuel de la société de Saint Vincent-de-Paul paru en 1851 indique que c'est le « couronnement de l'éducation primaire ».
Au grand dam du clergé qui souhaiterait que les jeunes plus âgés continuent à s'intéresser à la religion, cette cérémonie constitue pour de nombreux parents parisiens des années 1960 « la fin de la religion obligatoire ». Ce mouvement s'étend à la province dans les années soixante-dix.